# Fethullah Gülen
Muhammed Fethullah Gülen (født 27. april 1941 i Pasinler, Erzurum, Tyrkiet, død 20. oktober 2024 ) var en tyrkisk prædikant, imam og forfatter. Han grundlagde Gülen-bevægelsen (tyrkisk: Hizmet, tjeneste). Fra 1999 boede han i Saylorsburg, Pennsylvania, USA,
Gülens tanker gik blandt andet på, at uddannelse og dannelse i islam er vigtige egenskaber. Det samme med dialog med andre religioner samt accept af et videnskabeligt verdensbillede og et flerpartidemokrati.
Gülen havde et godt forhold til Tyrkiets mest magtfulde politiker Recep Tayyip Erdoğan, men efter at en avis tilknyttet Gülen-bevægelsen i 2013 støttede et forslag om at undersøge Erdogan (på det tidspunkt Tyrkiets premierminister) og hans medarbejdere for korruption, anklagede de tyrkiske myndigheder Gülen for terrorisme. Regeringen beskyldte ham ligeledes for at være indblandet i kupforsøget i Tyrkiet i 2016. Gülen selv fordømte kupforsøget og afviste at have haft noget med det at gøre.
Gülen udgav op mod 70 bøger og fik publiceret adskillige artikler. Han talte og skrev foruden tyrkisk både arabisk og persisk. Han blev aldrig gift og havde ingen børn.

## Udvalgt bibliografi
- Asrın Getirdiği Tereddütler 1-4 (1983–2002)
- Çağ ve Nesil (1982)
- Buhranlar Anaforunda İnsan (1986)
- Yitirilmiş Cennette Doğru (1988)
- Işığın Göründüğü Ufuk (2000)
- Fatiha Üzerine Mülahazalar (1998)
- Sabetay Sevi'nin Yolunda (1996)
- Inancın Gölgesinde 1-2 (1991 – 1992)
- Kırık Testi (2002)
- Kitap ve Sünnet Perspektifinde Kader
- Ölçü ve Yoldaki İşaretler 1-4 (1985–1992)
- Sonsuz Nur 1-3 (1993–1994)
- Çekirdekten Çınara (2002)
- Mealli Dua Mecmuası (2000)
- Dua Ufku (2003)
- Fasıldan Fasıla (1995)